# Liste des saints du Ve siècle

Cette liste concerne les saints et les bienheureux, reconnus comme tels par l'Église catholique, ayant vécu au Ve siècle.

## Années 400

### Année 400
- Selve ou Saint Sylve (360- †400), évêque de Toulouse (fêté le 31 mai)

### Année 407
- Jean Chrysostome (v.344 - † 407) archevêque de Constantinople. Il est considéré comme un des Pères de l'Église[1].
- Martin de Brive (fêté le 9 août) (v.356 - † 407) premier apôtre de Brive-la-Gaillarde
- Sever de Novempopulanie († vers 407) l'un des saints Sever, est un des évangélisateurs de la Novempopulanie

## Années 410

### Année 410
- Pammaque, sénateur romain (†410).
- Gaudence de Brescia († 410), évêque de Brescia[2].

## Années 420

### Année 420
- Sabin de Plaisance († 420), évêque

### Année 426
- Saint Ours de Troyes, 426 (fête le 27 juillet)

## Années 440

### Année 448
- Camille d'Écoulives (†448), vierge et martyre originaire d'Italie et morte près d'Auxerre (fêtée le 26 novembre ou le 3 mars)

### Année 449
- Flavien de Constantinople (vers 390 - † vers 449) patriarche de Constantinople

## Années 480

### Année 480
- Patient de Lyon  (†  480), évêque de Lyon (fêté le 11 septembre)[3]

### Année 483
- Saint Serf ou Servus († vers 483), esclave anonyme, martyr en Afrique par la main des Vandales Ariens sous Hunéric (fêté le 7 décembre)

### Année 484
- Sainte Denise (+ 484), martyr avec sept autres saints à Vita en Byzacène, sous Hunéric (fêtée le 6 décembre)

### Année 486
- Saint Sidoine Apollinaire (430-486), évêque de Clermont[4]

## Années 490

### Année 491
- Perpet ou Perpétue († 491), Évêque de Tours, fêté le 9 avril